# Animal Politics EU
Animal Politics EU (kurz: APEU) ist eine europäische politische Allianz für Tierrechte, welches seit 2014 zu Europawahlen antritt.
Die Mitglieder der APEU sind dabei teilweise auch Mitglieder von europäischen politischen Parteien. Die portugiesische PAN ist assoziiertes Mitglied der Europäischen Grünen Partei. Der Co-Vorsitzende der deutschen Tierschutzpartei Everding ist Einzelmitglied der Partei der Europäischen Linken.

## Geschichte
Die Vereinigung wurde im Vorfeld der Europawahl 2014 unter dem Namen Euro Animal 7 von sieben Parteien gegründet. Bei der Wahl konnten zwei der beteiligten Parteien jeweils ein Mandat im Europäischen Parlament erringen: Stefan Bernhard Eck von der deutschen Partei Mensch Umwelt Tierschutz sowie Anja Hazekamp der niederländischen Partij voor de Dieren. Beide gehören der Konföderalen Fraktion der Vereinten Europäischen Linken/Nordische Grüne Linke an. Eck trat Ende 2014 aus der Tierschutzpartei aus, blieb aber Mitglied der Fraktion.
Zur Europawahl 2019 expandierte das Bündnis um weitere vier Parteien und formierte sich unter dem Namen Animal Politics EU neu. Bei der Wahl konnten drei Mitgliedsparteien je ein Mandat gewinnen. Zwei der drei Abgeordneten traten im Februar bzw. Juni 2020 aus ihren Parteien aus.
Zur Europawahl 2024 kam das Bündnis erneut zustande. Es beteiligten sich die jeweiligen Parteien aus Frankreich, Deutschland, Spanien, Portugal, Niederlande und Zypern. Zwei Parteien konnten ihren Sitz verteidigen, die deutsche Tierschutzpartei und die niederländische Partei für die Tiere. Europaweit entfielen 0,76 % der Stimmen auf die Parteien der APEU.

## Mitglieder
| Land                   | Partei                                   | Nationale Parlamentarier | Europawahl 2014     | Europawahl 2019      | Europawahl 2024             |
| ---------------------- | ---------------------------------------- | ------------------------ | ------------------- | -------------------- | --------------------------- |
| Belgien                | DierAnimal                               | –                        | –                   | 1,5 % D              | –                           |
| Deutschland            | Partei Mensch Umwelt Tierschutz          | –                        | 1,2 %, 1 Sitz       | 1,4 %, 1 Sitz        | 1,4 %, 1 Sitz               |
| Finnland               | Eläinoikeuspuolue                        | –                        | –                   | 0,2 %                | –                           |
| Frankreich             | Parti Animaliste                         | –                        | –                   | 2,2 %                | 2,0 %                       |
| Italien                | Partito Animalista Italiano              | –                        | –                   | 0,6 %                | –                           |
| Niederlande            | Partij voor de Dieren                    | 3/150                    | 4,2 %, 1 Sitz       | 4,0 %, 1 Sitz        | 4,5 %, 1 Sitz               |
| Portugal               | Pessoas – Animais – Natureza             | 1/230                    | 1,7 %               | 5,5 %, 1 Sitz        | 1,2 %                       |
| Schweden               | Djurens parti                            | –                        | 0,2 %               | 0,1 %                | –                           |
| Spanien                | Partido Animalista Con el Medio Ambiente | –                        | 1,1 %               | 1,3 %                | 0,8 %                       |
| Vereinigtes Königreich | Animal Welfare Party                     | –                        | 1,0 % L             | 1,1 % L              | –                           |
| Zypern                 | Komma gia ta Zoa Kyprou                  | –                        | 0,9 %               | 0,8 %                | 0,3 %                       |
|                        |                                          |                          | 7 Parteien, 2 Sitze | 11 Parteien, 3 Sitze | 6 Parteien, 0,76 %, 2 Sitze |